# مناورة فالسالفا

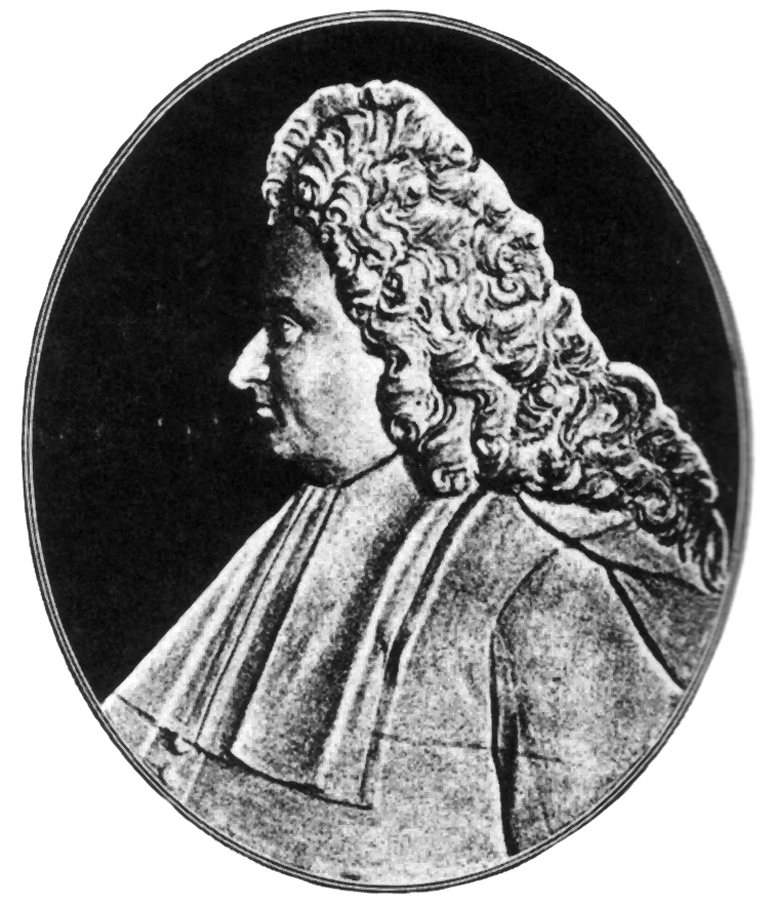
بورتريه لفالسالفا

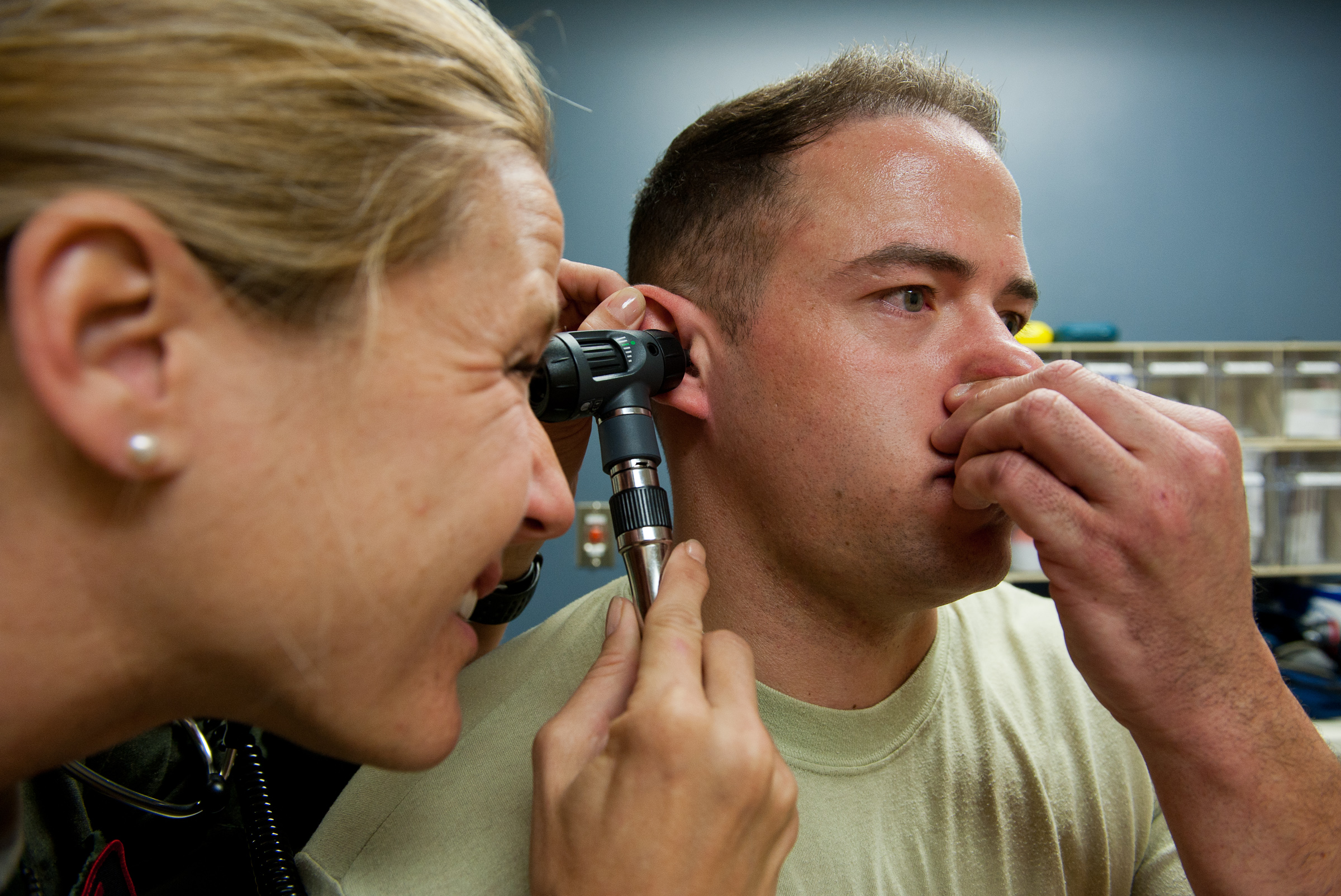
رجل يقوم بمناورة فالسالفا بينما يتم فحص أذنه بوساطة منظار الأذن.

مناورة فالسالفا (بالإنجليزية: Valsalva maneuver) هي عملية محاولة الزفير عند إغلاق المجرى التنفسي عن طريق إغلاق الفم والضغط على الأنف لإغلاقه ومحاولة إخراج الهواء كما في حالة نفخ البالون. تُستخدم مناورة فالسالفا إما في الفحص الطبي لاختبار وظيفة القلب والتحكم العصبي اللاإرادي في القلب، أو لمعادلة الضغط الخارجي الواقع على الأذنين والجيوب الأنفية عندما يزداد الضغط المحيط كما في الغوص والعلاج بالأكسجين تحت الضغط العالي، أو السفر الجوي.
استمدت هذه الطريقة اسمها من طبيب التشريح الإيطالي أنطونيو ماريا فالسالفا في القرن السابع عشر من بولونيا، والذي كان اهتمامه العلمى الرئيسي بالأذن البشرية. وصف الطبيب فالسالفا قناة استاكيوس ووصف تلك المناورة المعروفة الآن بإسمه لاختبار إن كان بالأذن ثقب، كما وصف أيضا استخدام هذه المناورة لطرد القيح والصديد من الأذن الوسطى.
يتم تنفيذ مناورة فالسالفا بإخراج زفير قوي مع اغلاق كل ممرات الهواء، فيتم إغلاق الفم والأنف مع إخراج هواء قوى من الرئة إلى داخل الفم كما لو كنت تنفخ بالوناً، إلا أنه لا يُسمح للهواء بالخروج من أيًا من الفم أو الأنف، فيتجه الهواء إلى قناة استاكيوس (النفير) ومنها إلى الأذن الوسطى.
هناك أيضا نسخة معدلة من مناورة فالسالفا يتم فيها نفخ الهواء الداخلى تجاه مزمار الحنجرة وهي في حالة الإغلاق، بدون إمرار الهواء في قناة استاكيوس (النفير)، وبها نحصل على استجابات القلب والأوعية الدموية كما هو موضح بالمقالة أدناه.
في الكشف السريري عادة ما يتم إجراء مناورة فالسالفا إما مع إغلاق مزمار الحنجرة، أو مع وجود جهاز قياس الضغط الخارجي، وذلك لمنع أو تقليل الضغط على أنابيب النفير.
إن إجهاد النفخ بقوة ضد مقاومة ما، كما هو الحال في نفخ البالونات بالفم، له نفس تأثير مناورة فالسالفا، ويسبب انخفاض ضغط الدم الذي يمكن أن يؤدي إلى الدوخة وحتى الإغماء.
نظراً لأن مناورة فالسالفا تعتمد على قوة ضغط الرئة ودفع ذلك الضغط إلى جوف الفم، فهناك بعض الأخطار المحتملة جراء هذا الضغط مثل خطر انفصال الشبكية.

## الاستجابة الفسيولوجية لمناورة فالسالفا

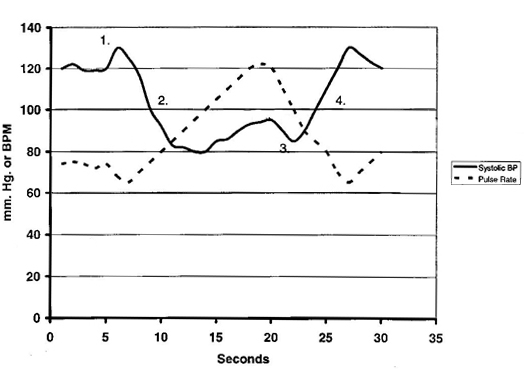
ضغط الدم (الانقباضي) ومعدل النبض أثناء استجابة طبيعية لمناورة فالسالفا.
تم تطبيق أربعين ملليمتر ضغط زئبق في الثانية رقم 5، ثم رفعه في الثانية رقم 20 على التخطيط أعلاه.

تتكون الاستجابة الفسيولوجية الطبيعية لمناورة فالسالفا من أربع مراحل هي:
1. ارتفاع الضغط الأوّلي
ترفع قوةُ الزفيرِ الضغطَ داخل الصدر مما يدفع الدم خارج الدورة الدموية الرئوية إلى الأذين الأيسر، وهذا يؤدي إلى ارتفاعٍ معتدلٍ (غير قوى) في حجمِ النَّفضة.
2. انخفاض العائد الوريدي والتعويض
* يُعيق ازدياد الضغط داخل الصدر عودة الدم المنتظمة إلى القلب فينخفض نتاج القلب ويقلّ حجم النفضة. يمكن رؤية ذلك على التخطيط المقابل في الفترة من 5 إلى حوالي 14 ثانية.
* الانخفاض في حجم النفضة يسبب انقباض الأوعية الدموية مع بعض الارتفاع في الضغط (التخطيط المقابل: 15-20 ثانية).
* يمكن ملاحظة هذا التعويض مع عودة الضغط إلى قرب المعدل الطبيعي أو أعلى منه، ولكن يبقى نتاج القلب وتدفق الدم إلى الجسم منخفضان.
* خلال هذا الوقت يزيد معدل النبض (تسرع دقات القلب التعويضية).
3. تحرير الضغط
يتم تحرير الضغط عن الصدر، مما يسمح للشرايين الرئوية وشريان الأبهر بإعادة التوسّع مما يسبب مزيداً من الانخفاض الطفيف الأوّلي في حجمِ النَّفضة (التخطيط المقابل: 20-23 ثانية) وذلك بسبب انخفاض الدم العائد إلى الأذين الأيسر وزيادة حجم الأبهر، على التوالي. وعندئذ يستطيع الدم الوريدي أن يدخل إلى الصدر والقلب مرة أخرى، ويبدأ نتاج القلب في التزايد.
4. عودة النتاج القلبي
* بدخول الدم إلى القلب ثانيةً، يُعاد امتلاء القلب مرة أخرى فتزداد كمية الدم الراجع إلى القلب أكثر فأكثر، وتحدث زيادة سريعة وملحوظة في النتاج القلبي كما يُرى في التخطيط المقابل عند الثانية 24 وما بعدها).
* عادة ما يرتفع حجمِ النَّفضة فوق المعدل الطبيعي قبل أن يعود إلى مستواه الطبيعي.
* مع عودة ضغط الدم، يبدأ معدل النبض في الرجوع إلى المعدل الطبيعي.

إن انحراف الاستجابة عن هذا النمط يدل إما على أداء غير طبيعي للقلب أو تحكم عصبي لا إرادي غير طبيعي من القلب. 

## معادلة الضغط على الأذن الوسطى
عند حدوث زيادة سريعة في الضغط المحيط كما هو الحال في الغوص أو نزول الطائرات، فإن هذا الضغط المتزايد يعمل على إغلاق أنابيب النفير، مما يمنع معادلة الضغط عبر طبلة الأذن، مع شعور بألم شديد في الأذن. لتجنب هذا الوضع المؤلم، فإن الغواصين وعمال القيسونات وطاقم الطائرة يعملون على فتح قناة استاكيوس عن طريق البلع، وذلك للسماح للأذن الوسطى بمعادلة الضغط على جانب طبلة الأذن الداخلى.
إذا فشل تكرار البلع في معادلة الضغط على الأذن، فيمكن استخدام مناورة فالسالفا.

### أخطار مناورة فالسالفا

اجراء فحص بمنظار الأذن

وتجدر الإشارة إلى أن مناورة فالسالفا عندما تُستخدم لتحقيق تعادل ضغط الأذن الوسطى، فإنها تحمل في طياتها بعض الأخطار
- خطر وقوع ضرر على حاسة السمع من خلال تزايد الضغط بقوة في الأذن الوسطى.[2][9][11][12]
- تزايد الضغط داخل عين الإنسان وتزيد من خطر انفصال الشبكية.
- تسبب انخفاض ضغط الدم الذي يمكن أن يؤدي إلى الدوخة أو حتى الإغماء.[13]

### طرق أكثر أمانا لمعادلة الضغط
إذا سمح الوقت أثناء تزايد الضغط، فإن محاولة فتح أنابيب النفير عن طريق الابتلاع مرات قليلة، أو التثاؤب هو الأكثر أمانا. إن فعالية «التثاؤب» في معادلة الضغط الواقع على الأذن يمكن أن تتحسن مع الممارسة والتدريب؛ وإن بعض الناس قادرون على تحقيق إفراج الضغط وفتح أنابيب النفير عن طريق تحريك الفك إلى الأمام أو إلى الأمام وإلأسفل، وليس لأسفل على التوالي كما هو الحال في التثاؤب المعروف، والبعض يمكنه القيام بذلك دون تحريك الفك على الإطلاق. ويمكن في كثير من الأحيان للطبيب أن يسمع بوضوح افتتاح أنابيب النفير، وبالتالي معرفة أن المناورة كانت ناجحة.

### وظائف الأعضاء
- تعمل العديد من العضلات في البلعوم على رفع اللهاة وفتح الحلق أثناء البلع أو التثاؤب.[9] أحد هذه العضلات اسمها العضلة الموترة للحفاف[14] وهي تعمل تعمل أيضا لفتح النفير، وتلك العضلة هي السبب في أن البلع أو التثاؤب ناجحان في معادلة ضغط الأذن الوسطى.
- خلافا للاعتقاد الشائع فإن الفك حال إغلاقه لايضغط على أنابيب النفير ليغلقها، بل إنها تظل على حالها كما هي. والسبب في ذلك أن أنابيب النفير لا تقع قريبة بما فيه الكفاية من الفك السفلي ليتم غلاقه مع حركة الفك.
- كثيرا ما يتواصي الناس بمضغ العلكة أثناء صعود أو هبوط الطائرات[15]، لأن مضغ العلكة يزيد من معدل إفراز اللعاب، وبلع هذا اللعاب الزائد يفتح أنابيب النفير، وليس حركة المضغ في ذاتها.

## فيرفع الاثقال
هناك اعتقاد عام بأن مناورة فالسالفا هي نمط التنفس الأمثل لإنتاج القوة القصوى. وكثيراً ما تُستخدم مناورة فالسالفا في رفع الأثقال لتحقيق الإستقرار في الجذع أثناء التمارين، مثل تمرين القرفصاء (بالإنجليزية: squat)، تمرين الرفعة المميتة (بالإنجليزية: Deadlift)، وتمرين ضغط البنش بالبار (بالإنجليزية: bench press)، وفي كلتا رفعتىّ مسابقة رفع الأثقال الأوليمبية أي الخطف والنتر (بالإنجليزية: Classic Clean and Jerk).
ولكن الدراسات الحديثة لا تدعم هذا الرأي، ففى الدراسة التي أجراها «هاجينز» Hagins وآخرون فقد وُجد خلال تجربة محاكاة أقصى قوة رفع أنه على الرغم من أن الضغط داخل البطن يزداد بشكل ملحوظ مع مناورة فالسالفا مقارنة بأنماط تنفس أخرى، إلا أن ذلك لا يترافق مع زيادة في قوة الجذع.
بل على النقيض، فإن نمط تنفس فالسالفا يفرض آثارًا سلبيةً على الحركة الدموية لنظام القلب والأوعية الدموية، مثل زيادة ضغط الدم وزيادة معدل ضربات القلب، وخطر النزف الدماغي.

### التوصيات
- لا ينصح باجراء مناورة فالسالفا لأغراض تدريب القوة، ولا سيما لمرضى ارتفاع ضغط الدم.
- يوصى بشدة دفع هواء الزفير بقوة أثناء التمرين من أجل إنتاج أقصى قوة، وذلك بدلا عن استخدام مناورة فالسالفا.[19]

## في الغوص

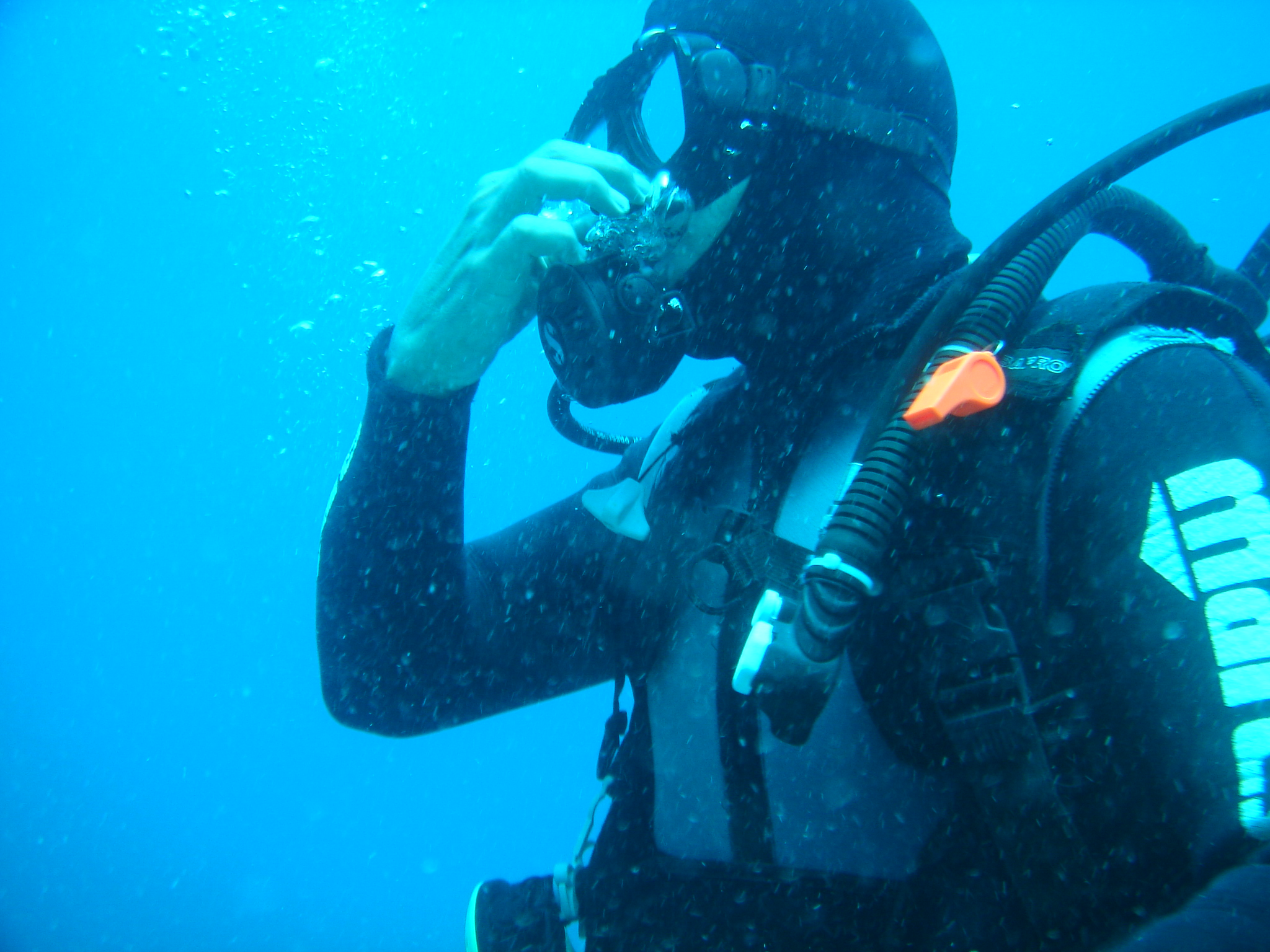
غواص تحت الماء يسد أنفه ليُجرى مناورة فالسالفا كى يعادل الضغط على أذنيه

في الغوص، غالبا ما يتم استخدام مناورة فالسالفا أثناء النزول إلى الأعماق أو عند تغيير العمق نزولا وهبوطا، وأحيانا أثناء الصعود من عمق الماء أو الغوص على أعماق أقل من 10 متر مع تغيير العمق ياستمرار مثل الغوص على الشعاب المرجانية. أما إذا كان الغواص يتحرك على عمق ثابت، فإن الضغط يظل أيضًا ثابتًا لا يتغير، وبالتالى لا يحتاج الغواص لعمل أي مناورة.

### أثناء النزول إلى الأعماق
أثناء النزول إلى الأعماق يزداد الضغط المحيط وتبعا لذلك يزداد الضغط على الأذن. غالبا ما تُستخدم مناورة فالسالفا لمعادلة الضغط في الأذن الوسطى إلى الضغط المحيط على عمق الماء الذي فيه الغواص أثناء النزول.

### أثناء الصعود من الأعماق
إذا تم إجراء مناورة فالسالفا خلال الصعود، فإن كان هناكَ ضغطٌ زائدٌ من هواء متبقي في الأذن الوسطى فيمكن ان يفرج عنها من خلال أنابيب النفير.

## في القلب
مناورة فالسالفا يمكن أن تُستخدم لإيقاف دورات عدم انتظام دقات القلب فوق البطيني (بالإنجليزية: Supraventricular tachycardia).
والمناورة يمكن أن تُستخدم في بعض الأحيان لتشخيص تشوهات القلب، وخصوصا عندما تُستخدم بالاقتران مع تخطيط صدى القلب. فعلى سبيل المثال، تزيد مناورة فالسالفا من كثافة لغط عضلة القلب الضخامي، أي اللغط الناتج من ديناميكية إعاقة تدفق الدم تحت صمام البطين الأيسر، وفي الوقت نفسه، فإن مناورة فالسالفا تقلل من كثافة معظم أنواع اللغوط الأخرى، بما في ذلك تضيق الأبهر وعيب الحاجز الأذيني.
| تأثير فالسالفا            | النتائج على القلب |
| ------------------------- | ----------------- |
| تقلل اللغط                |                   |
| تضيق الصمام الأبهرى       |                   |
| تضيق رئوي                 |                   |
| تضيق الصمام ثلاثي الشرفات |                   |
| تزيد اللغط                |                   |
| اعتلال عضلة القلب الضخامي |                   |
| تدلي الصمام التاجي        |                   |

تعمل مناورة فالسالفا عن طريق تقليل «طليعة التحميل» للقلب (بالإنجليزية: طليعة التحميل) والذي هو نهاية ضغط الدم الانقباضي الذي يوسع البطينين الأيمن والأيسر إلى أقصى حجم.
هناك مناورة تكميلية للتمييز بين الاضطرابات وهي مناورة القبضة، حيث يتم إحكام قبضة اليد حتى الإجهاد، أو الضغط على عنصر مثل منشفة مطوية. وتلك المناورة تزيد الحمولة التِلوِّية على القلب (بالإنجليزية: حمولة تلوية) عن طريق الضغط على الشرايين وزيادة مجموع المقاومة الطرفية.
تُقلل مناورة فالسالفا (في مرحلة التوتر) من عملية الامتلاء في الجانب الأيمن للقلب ثم الجانب الأيسر، وينخفض حجم النفضة (أو حجم الضربة) كما ينخفض ضغط الدم بينما يزيد معدل ضربات القلب.

## فالسالفا في طب الأسنان
يستخدم أطباء الأسنان مناورة فالسالفا بعد قلع أي ضرس من أضراس الفك العلوي.

### أضراس الفك العلوى
تُسمَّى الأضراس أو الأرحاء أو الطواحن (بالإنجليزية: molars)، وهي تقع في نهايات الفك على الجانبين (انظر الشكل).

### جيب فكي علوي
الجيب الفكي العلوي يُدعى أيضاً الغار الفكي العلوي وهو أكبر الجيوبِ المجاورة للأنف، ويقع تحت العين وفوق طواحن الفك العلوى (أنظر الشكل المتحرك أسفل النص).

### أحد مضاعفات قلع الأضراس
تقع طواحن الفك العلوى تحت الجيب الفكي العلوي، ويُخشى عند قلع أياً من الأضراس حدوث اتصال (ثقب) (بالإنجليزية: Oroantral Communication) يصل تجويف الفم بهذا الجيب الأنفى.
و إن صارهذا الإتصال فإنه يسمح بتدفق المواد الغذائية، والدخان أو السوائل من الفم إلى الجيب الفكي ومنها إلى داخل الأنف، وكذلك تنتقل البكتيريا والفطريات والفيروسات أيضاً فتُحدث التهاباً حاداُ أو مزمناً في الجيب الأنفي الفكي (بالإنجليزية: maxillary sinusitis) تبعا لمدة بقاء هذا الإتصال بغير علاج.

### مناورة فالسالفا بعد قلع الأضراس
يتم تنفيذ مناورة فالسالفا لتحديد إن كان هناك انثقاب بعد الخلع أو اتصال بين الجيب الفكي العلوي وتجويف الفم (بالإنجليزية: Oroantral Communication).

## فيعلم الأعصاب
يتم استخدام مناورة فالسالفا للمساعدة في التشخيص السريري للمشاكل أو الإصابات في أعصاب العمود الفقري العنقي.
عند إجراء مناورة فالسالفا، يزيد الضغط قليلا داخل النخاع مما يؤدى إلى شعور باعتلال الأعصاب أو بألم جذري أو أن يتفاقم هذا الشعور، مما قد يشير إلى اصطدامٍ واقعٍ على العصبِ عن طريق القرص الفقري أو جزء آخر من التشريح.
حدوث صداع وألم عند أداء مناورة فالسالفا هو أيضا أحد الأعراض الرئيسية كما في تشوه آرنولد خياري.
قد تفيد مناورة فالسالفا في التحقق من وجود تمزق بالجافية (السحايا) بعد عمليات جراحية معينة في العمود الفقري مثل استئصال القرص الميكروسكوبي إذ أن زيادة الضغط داخل العمود الفقري تسبب تسرب سائل دماغي شوكي من الجافية مما يسبب الصداع.

## الجهاز البولي والتناسلي
يتم استخدام مناورة فالسالفا لمساعدة تشخيص نقص المصرَّة الفعلى (بالإنجليزية: intrinsic sphincteric deficiency ISD) في اختبارات الديناميكية البولية.
إن «ضغط تسرب فالسالفا» هو الضغط الحويصلي الأدنى لتسرب البول. وعلى الرغم من عدم إتفاق الآراء بشأن قيمة العتبة لذلك الضغط الأدنى، إلا أنه يمكن اعتبار أي قيم أكبر من ضغط 60 سنتيمتر ماء (> 60 سم H2O) إشارة إلى فرط الحركة في عنق المثانة وأداء وظيفى طبيعى للعضلة العاصرة.
أيضا، عند هبوط الأعضاء التناسلية للإناث، يُطلب من المريض إجراء مناورة فالسالفا لتحديد الحد الأقصى لهبوط المهبل، ولكن لا يُنصح به حال الحمل.
كذلك في فحص دوالي الخصية، إذا كانت دوالي الخصية أصغر من أن يشعر بها الطبيب عند مس الخصية، يطلب الطبيب من المريض بعمل مناورة فالسالفا بأن يقوم برفع الضغط في البطن (كما نفعل عندما نريد أن نتغوط). تقوم مناورة فالسالفا بتقليل الإرجاع الوريدي للأوعية الدموية، وهكذا تكبر دوالي الخصية وبالتالي يمكن للطبيب تحسس الكتلة في الخصية.

## جهاز فالسالفا (في بزَّة الفضاء)

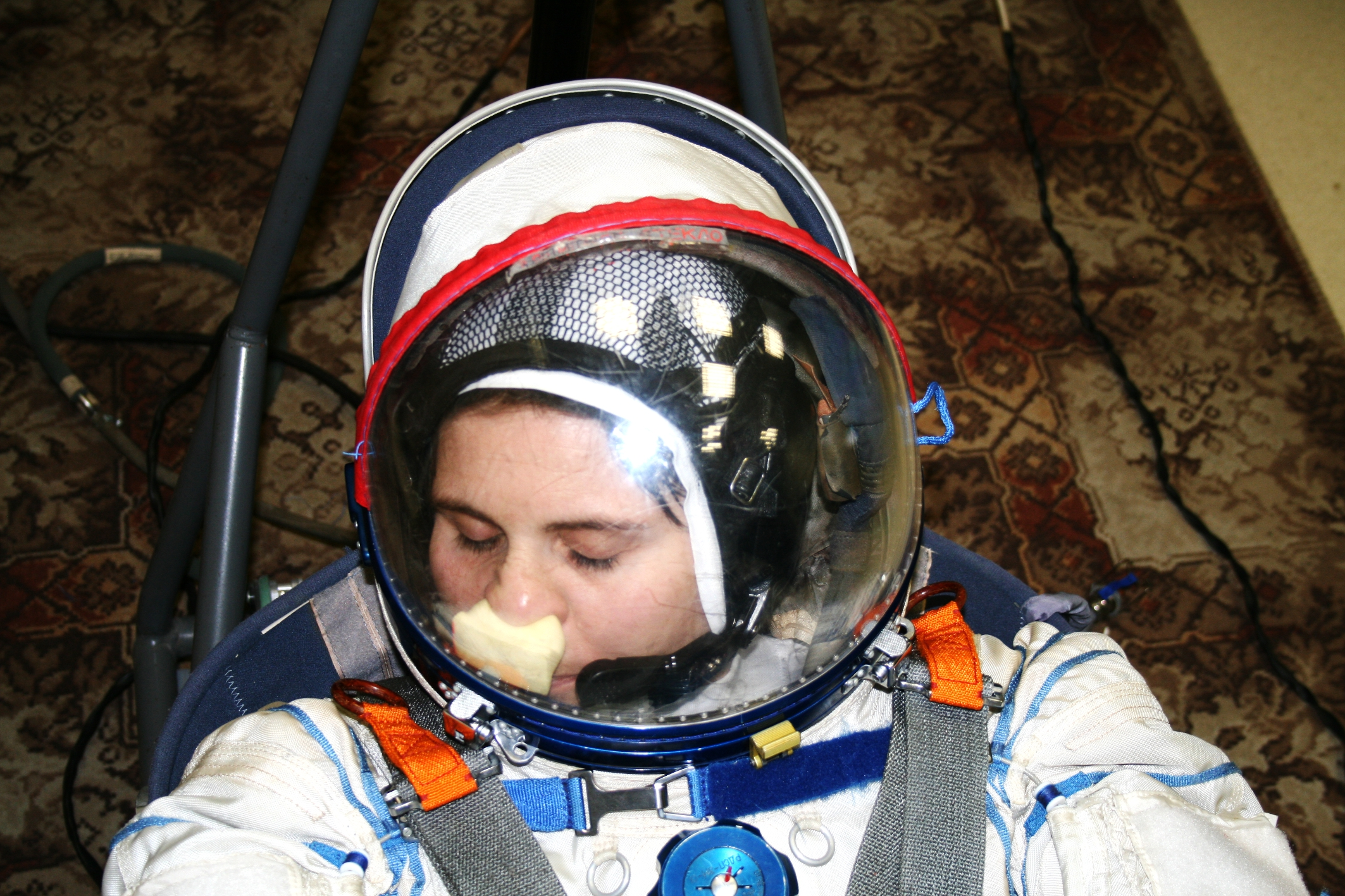
رائدة الفضاء سامانثا كريستوفورتّى تبيّن استخدام جهاز فالسالفا لمعادلة ضغط الأذن في بدلة الفضاء سوكول

بعض بزَّات الفضاء تحتوي على جهاز يسمى جهاز فالسالفا (بالإنجليزية: Valsalva device) لتمكين الشخص من سد أنفه داخل البدلة لأداء مناورة فالسالفا بدون الحاجة لاستخدام أصابع اليد.
وجهاز فالسلفا هو «جهاز إسفنجي يسمى فالسالفا» يُستخدم عند الحاجة إلى إعادة تكييف الضغط على الأذن. وإحدى استخدامات الجهاز هو تحقيق تعادل الضغط على الأذن خلال عملية رفع الضغط داخل بزّة الفضاء.

## جسالعقد اللمفاويةتحت الترقوة
يُعتبر تضخم العقد الليمفاوية تحت الترقوة مؤشر تشخيصي للسرطان. يكون معدل الانتشار الورم الخبيث في وجود تضخم العقد اللمفاوية فوق الترقوة في حدود 54% إلى 85٪.
إذا كانت العقد الليمفاوية مدفونة ويصعب جسّها باليد، يُطلب من المريض أداء مناورة فالسالفا حتى يتم دفع قبة الرئة صعودا وجلب العقد اللمفاوية العميقة قريباً حتى يمكن جسّها بسهولة.

## اعتلال فالسالفا الشبكي
«اعتلال فالسالفا الشبكي» هي متلازمة مرضية مرتبطة بمناورة فالسالفا.
قد يحدث نزف أمام الشبكية (بالإنجليزية: preretinal hemorrhage) للأشخاص الذين لديهم تاريخ من زيادة عابرة في الضغط داخل الصدر. ويمكن أن تترافق مع رفع الأحمال الثقيلة، أوالسعال القوي، أو بذل جهد زائد في المرحاض، أو القيء.
قد يسبب النزيف فقدان البصر إذا كان يعوق المحور البصري، والمرضى قد يروا في مجالهم البصري أشياءً سابحة أمامهم، ولكنها عادة لا تسبب إعاقات بصرية دائمة ويتم استعادة البصر تماما.

## المضاعفات الناجمة عن التغوط
عادة ما تُمارس مناورة فالسالفا للحث على التغوط أثناء الجلوس على المرحاض.
يُمكن حدوث سكتة قلبية وغيرها من المضاعفات القلبية الوعائية بسبب محاولة التبرز باستخدام مناورة فالسالفا.